# Chlorek miedzi(I)
Chlorek miedzi(I), CuCl – nieorganiczny związek chemiczny z grupy chlorków, sól kwasu solnego i miedzi na I stopniu utlenienia.

## Właściwości
Chlorek miedzi(I) jest ciałem stałym o barwie białej. Jest słabo rozpuszczalny w wodzie (0,05 g/l). Nie rozpuszcza się w etanolu ani acetonie.
pH jego zawiesiny wodnej wynosi 5 w 20 °C.
Jest czuły na światło i na wilgoć – w powietrzu w obecności wilgoci utlenia się do chlorku wodorotlenku miedzi(II) Cu(OH)Cl. Jego amoniakalny roztwór pochłania tlenek węgla z powietrza, zaś po ogrzaniu ponownie go wydziela.
Chlorek miedzi(I) działa silnie toksycznie na organizmy wodne: ryby (Oryzias latipes, EC50 0,039 mg/l/96 h), glony (Pseudokirchneriella subcapitata, EC50 0,058 mg/l/72 h), dafnie (Daphnia magna, EC50 0,25 mg/l/48 h).

## Zastosowanie
Stosowany w chemii analitycznej do analizy gazów oraz jako katalizator w chemii organicznej.